# Grand Colombier (Saint-Pierre e Miquelon)
Le Grand Colombier è una piccola isola dell'arcipelago di Saint-Pierre e Miquelon situato nell'Oceano Atlantico a sud di Terranova.
Questo isolotto scosceso e disabitato, rifugio di uccelli marini, si trova a nord dell'isola di Saint-Pierre di fronte alla Pointe à Henry che dista qualche centinaia di metri.
Quest'isola fu descritta e nominata per la prima volta nel 1544 da Jean Alfonse.
Durante gli anni trenta, il geologo svizzero Edgar Aubert de la Rüe effettuò numerosi sondaggi allo scopo di determinare la qualità del minerale di ferro che vi si trova. I risultati non furono all'altezza delle speranze.